# Ferdinand Zellbell den yngre
Ferdinand Zellbell, vanligen kallad d. y. (den yngre), döpt 3 september 1719 i Stockholm, död 21 april 1780, var en svensk kompositör, hovkapellmästare och organist. Han var son till Ferdinand Zellbell d.ä..

## Biografi
Efter läroår hos fadern, blev Zellbell elev till Johan Helmich Roman i Stockholm och Georg Philipp Telemann i Hamburg. År 1736 anslöts han till Kungliga hovkapellet som expectant. Han blev kunglig konsertmästare med hovkapellmästares titel 1750. 1753 tog han över sin fars organisttjänst i Storkyrkan (formellt dock inte förrän vid faderns död 1765). Han följde med Patrick Alströmer till Ryssland 1758. I Stockholm deltog han aktivt i musiklivet, bl.a. inom Frimurareordens musikverksamhet.
Zellbell var en av Kungliga Musikaliska Akademiens stiftare den 7 december 1771. Han blev också invald som en av dess första ledamöter (ledamot nr. 10), samt till direktör för läroverket (1771-1774).
Zellbells huvudinstrument var orgel, klaver och violin. Hans kunnighet och improvisationsfärdigheter var mångomvittnade, men som kompositör tillhör han kanske inte sin tids största. Som sådan var han senfärdig och var inte nyskapande. Han var tilltänkt som kompositör till den första svenska operan, Thetis och Pelée (1773), men budet gick istället till Francesco Antonio Uttini .

## Verkförteckning

### Orkesterverk
- 6 sinfonior i C-dur, G-dur, D-dur (2), A-dur och d-moll, inklusive två från operan Il giudizio d'Aminta
- Sinfonia A-dur
- Sinfonia C-dur
- Uvertyrer i d-moll och D-dur
- Uvertyr från Sveas högtid
- Introduzzione g-moll
- Lamento, c-moll (1771)
- Fagottkonsert a-moll
- Cellokonsert D-dur (1741)
- Musica marina al turcheso eller Turkisk watten musique (1762, uppförd 1767), förlorat verk

### Verk för klaver
- Sonat för cembalo G-dur (från en planerad serie av 12)

### Vokalverk
- Där mildhet spiran för (Hedvig Charlotta Nordenflycht), aria för sopran, med anledning av kung Fredrik I:s födelsedag 1750
- Befalla Herranom din wäg, (Psalt[6] 37:5) duett för 2 sopraner och generalbas
- Auf, Zion, auf!, kantat för bas och orkester (St. Petersburg 1758)
- Att vara fri för fel, kantat för sopran, 2 flöjter och generalbas (1763)
- Wår kung, wår bror (Johan Michael Fant), aria till parentation i frimurarorden över kung Adolf Fredrik (sept. 1771)
- Så har vi dager fått, (Hedvig Charlotta Nordenflycht), kantat vid Adolf Fredriks val till tronföljare 1743, förlorat verk
- Kantat för Sankt Jacobs kyrkas 100-årsjubileum (1743), förlorat verk

### Opera
- Il giudizio d'Aminta (Amintas domslut) (libretto: L. Lazzaroni) (St. Petersburg 1758)
- Sveas högtid eller Fria konsternas vördnadsoffer åt Dygderna, operabalett (Gustaf Fredrik Gyllenborg) (Stockholm 1774), endast uvertyren är bevarad